# Raffaella Masciadri
Raffaella Masciadri (Como, 30 settembre 1980) è una dirigente sportiva ed ex cestista italiana, di ruolo Ala, dall'8 settembre 2022 Team Manager della Juventus.
Alta 185 cm, giocava nel ruolo di ala. Ha vinto 15 scudetti.

## Biografia
È cugina di Stefano Masciadri, ala che ha alle spalle 3 partite in Serie A con la maglia della Virtus Bologna e 8 campionati di Legadue/Serie A2.

## Carriera

### Pallacanestro

#### Club
Ha iniziato la sua carriera cestistica nel 1990 nelle giovanili della Sireg Brianza di Lissone.
Nel 1994 si è trasferita al Pool Comense 1872. Con il settore giovanile del club comasco ha vinto due scudetti giovanili categoria Cadette (1996 a Borgotaro e 1997 a Viterbo) con coach Gianluca Piccolo e Antonio Ceruso.
Nella stagione 1996-97 fa il suo esordio in Serie A1 a 16 anni nel Pool Comense 1872 vincendo il suo primo scudetto. Nell'ultimo anno Juniores, non trovando spazio in prima squadra, viene prestata a Varese dove vince uno scudetto Under 19 (a Brindisi).
Nel 2000 ritorna in Serie A1 al Pool Comense 1872, con il quale vince 5 scudetti (1996-97, 1997-98, 1998-99, 2001-02, 2003-04) compreso il 15º e ultimo della gloriosa società nerostellata di Como, 1 Coppa Italia e 3 Supercoppe italiane, con allenatori Aldo Corno, Fabio Fossati e Gianni Lambruschi. Viene premiata come migliore giocatrice del campionato dalla Lega Basket Femminile nel 2000 e nel 2005.
Nel 2004 il coach delle Los Angeles Sparks, Michael Cooper, giunto a Como per visionare la sua compagna di squadra Laura Macchi, la nota e la convoca per la sua squadra nella WNBA.
Nello stesso anno il trasferimento al Famila Basket Schio con cui vince 6 titoli italiani, 5 Coppe Italia e 7 Supercoppe.
Il 3 aprile 2008 ha vinto l'EuroCup, in seguito alla vittoria di Schio a Mosca per 78-69.
Nel maggio 2008 passa alle Los Angeles Sparks, con cui arriva ad un soffio dalla finale per il titolo WNBA. Per la stagione 2008-09 è tornata a giocare con la Pallacanestro Schio, con la proposta per partecipare con le Sparks alla prossima WNBA nell'estate del 2009.
Gioca a Schio e nel 2010-11 vince sia il campionato che la coppa. Ha segnato 6 punti nella sfida di Supercoppa italiana vinta contro Taranto il 7 ottobre 2012. Ha vinto poi anche la Coppa Italia nella finale contro Lucca e completato il treble con la conquista dello scudetto, sempre in finale contro Lucca, il 4 maggio. Si è laureata campionessa d'Italia per l'undicesima volta il 4 maggio 2014.

#### Nazionale
Nel 2007 è stata convocata per gli Europei in Italia con la maglia della nazionale dell'Italia.
Il 2 luglio 2009 vince la medaglia d'oro ai Giochi del Mediterraneo di Pescara con la maglia della Nazionale italiana.

### Calcio
L'8 settembre 2022 la Juventus annuncia tramite Twitter il suo ingresso come Team Manager della prima squadra femminile, succedendo a Elisa Miniati.

## Statistiche

### Cronologia presenze e punti in Nazionale
| Cronologia completa delle presenze e dei punti in Nazionale - Italia | Cronologia completa delle presenze e dei punti in Nazionale - Italia | Cronologia completa delle presenze e dei punti in Nazionale - Italia | Cronologia completa delle presenze e dei punti in Nazionale - Italia | Cronologia completa delle presenze e dei punti in Nazionale - Italia | Cronologia completa delle presenze e dei punti in Nazionale - Italia | Cronologia completa delle presenze e dei punti in Nazionale - Italia | Cronologia completa delle presenze e dei punti in Nazionale - Italia |
| Data                                                                 | Città                                                                | In casa                                                              | Risultato                                                            | Ospiti                                                               | Competizione                                                         | Punti                                                                | Note                                                                 |
| -------------------------------------------------------------------- | -------------------------------------------------------------------- | -------------------------------------------------------------------- | -------------------------------------------------------------------- | -------------------------------------------------------------------- | -------------------------------------------------------------------- | -------------------------------------------------------------------- | -------------------------------------------------------------------- |
| 26-7-2007                                                            | Cavalese                                                             | Italia                                                               | 55 - 61                                                              | Russia                                                               | Amichevole                                                           | 10                                                                   | [ 13 ]                                                               |
| 27-7-2007                                                            | Cavalese                                                             | Italia                                                               | 85 - 76                                                              | Russia                                                               | Amichevole                                                           | 13                                                                   | [ 14 ]                                                               |
| 12-8-2007                                                            | Bormio                                                               | Italia                                                               | 63 - 59                                                              | Bulgaria                                                             | Torneo amichevole                                                    | 11                                                                   | [ 15 ]                                                               |
| 14-8-2007                                                            | Bormio                                                               | Italia                                                               | 60 - 63                                                              | Russia                                                               | Torneo amichevole                                                    | 6                                                                    | [ 16 ]                                                               |
| 17-8-2007                                                            | Bormio                                                               | Italia                                                               | 83 - 60                                                              | Slovenia                                                             | Amichevole                                                           | 5                                                                    | [ 17 ]                                                               |
| 18-8-2007                                                            | Bormio                                                               | Italia                                                               | 62 - 55                                                              | Slovenia                                                             | Amichevole                                                           | 6                                                                    | [ 18 ]                                                               |
| 28-8-2007                                                            | Kuşadası                                                             | Turchia                                                              | 65 - 57                                                              | Italia                                                               | Torneo amichevole                                                    | 0                                                                    | [ 19 ]                                                               |
| 29-8-2007                                                            | Kuşadası                                                             | Lituania                                                             | 83 - 62                                                              | Italia                                                               | Torneo amichevole                                                    | 26                                                                   | [ 20 ]                                                               |
| 30-8-2007                                                            | Kuşadası                                                             | Serbia                                                               | 82 - 68                                                              | Italia                                                               | Torneo amichevole                                                    | 4                                                                    | [ 21 ]                                                               |
| 7-9-2007                                                             | Porto San Giorgio                                                    | Italia                                                               | 83 - 74                                                              | Belgio                                                               | Torneo amichevole                                                    | 8                                                                    | [ 22 ]                                                               |
| 8-9-2007                                                             | Porto San Giorgio                                                    | Italia                                                               | 82 - 78                                                              | Rep. Ceca                                                            | Torneo amichevole                                                    | 2                                                                    | [ 23 ]                                                               |
| 15-9-2007                                                            | Cervia                                                               | Italia                                                               | 88 - 101 dts                                                         | Croazia                                                              | Torneo amichevole                                                    | 12                                                                   | [ 24 ]                                                               |
| 16-9-2007                                                            | Cervia                                                               | Italia                                                               | 71 - 60                                                              | Germania                                                             | Torneo amichevole                                                    | 15                                                                   | [ 25 ]                                                               |
| 17-9-2007                                                            | Cervia                                                               | Italia                                                               | 51 - 61                                                              | Francia                                                              | Torneo amichevole                                                    | 5                                                                    | [ 26 ]                                                               |
| 24-9-2007                                                            | Chieti                                                               | Italia                                                               | 55 - 60                                                              | Russia                                                               | EuroBasket 2007 - Prima fase Girone C                                | 7                                                                    | [ 27 ]                                                               |
| 25-9-2007                                                            | Chieti                                                               | Italia                                                               | 65 - 55                                                              | Grecia                                                               | EuroBasket 2007 - Prima fase Girone C                                | 15                                                                   | [ 28 ]                                                               |
| 26-9-2007                                                            | Chieti                                                               | Italia                                                               | 48 - 64                                                              | Francia                                                              | EuroBasket 2007 - Prima fase Girone C                                | 3                                                                    | [ 29 ]                                                               |
| 29-9-2007                                                            | Ortona                                                               | Italia                                                               | 64 - 79                                                              | Spagna                                                               | EuroBasket 2007 - Seconda fase Girone F                              | 16                                                                   | [ 30 ]                                                               |
| 1-10-2007                                                            | Ortona                                                               | Italia                                                               | 64 - 43                                                              | Serbia                                                               | EuroBasket 2007 - Seconda fase Girone F                              | 0                                                                    | [ 31 ]                                                               |
| 3-10-2007                                                            | Ortona                                                               | Italia                                                               | 51 - 66                                                              | Bielorussia                                                          | EuroBasket 2007 - Seconda fase Girone F                              | 6                                                                    | [ 32 ]                                                               |
| 07/01/2009                                                           | Liegi                                                                | Belgio                                                               | 69 - 81                                                              | Italia                                                               | Qual. Euro 2009 - Additional Round                                   | 10                                                                   | [ 33 ]                                                               |
| 10/01/2009                                                           | Venezia                                                              | Italia                                                               | 83 - 50                                                              | Croazia                                                              | Qual. Euro 2009 - Additional Round                                   | 11                                                                   | [ 34 ]                                                               |
| 16/01/2009                                                           | Priolo Gargallo                                                      | Italia                                                               | 75 - 64                                                              | Belgio                                                               | Qual. Euro 2009 - Additional Round                                   | 18                                                                   | [ 35 ]                                                               |
| 19/01/2009                                                           | Cirquenizza                                                          | Croazia                                                              | 75 - 64                                                              | Italia                                                               | Qual. Euro 2009 - Additional Round                                   | 5                                                                    | [ 36 ]                                                               |
| 28/05/2009                                                           | Porto San Giorgio                                                    | Italia                                                               | 68 - 55                                                              | Croazia                                                              | Amichevole                                                           | 14                                                                   | [ 37 ]                                                               |
| 29/05/2009                                                           | Porto San Giorgio                                                    | Italia                                                               | 75 - 71                                                              | Serbia                                                               | Amichevole                                                           | 10                                                                   | [ 38 ]                                                               |
| 30/05/2009                                                           | Porto San Giorgio                                                    | Italia                                                               | 63 - 67                                                              | Grecia                                                               | Amichevole                                                           | 5                                                                    | [ 39 ]                                                               |
| 01/06/2009                                                           | Porto San Giorgio                                                    | Italia                                                               | 56 - 60                                                              | Serbia                                                               | Amichevole                                                           | 8                                                                    | [ 40 ]                                                               |
| 07/06/2009                                                           | Valmiera                                                             | Francia                                                              | 76 - 61                                                              | Italia                                                               | EuroBasket 2009 - Prima fase                                         | 9                                                                    | [ 41 ]                                                               |
| 08/06/2009                                                           | Valmiera                                                             | Italia                                                               | 75 - 64                                                              | Israele                                                              | EuroBasket 2009 - Prima fase                                         | 23                                                                   | [ 42 ]                                                               |
| 09/06/2009                                                           | Valmiera                                                             | Italia                                                               | 67 - 58                                                              | Bielorussia                                                          | EuroBasket 2009 - Prima fase                                         | 20                                                                   | [ 43 ]                                                               |
| 12/06/2009                                                           | Riga                                                                 | Turchia                                                              | 64 - 59                                                              | Italia                                                               | EuroBasket 2009 - Prima fase                                         | 9                                                                    | [ 44 ]                                                               |
| 14/06/2009                                                           | Riga                                                                 | Russia                                                               | 67 - 59                                                              | Italia                                                               | EuroBasket 2009 - Seconda fase                                       | 9                                                                    | [ 45 ]                                                               |
| 16/06/2009                                                           | Riga                                                                 | Italia                                                               | 72 - 58                                                              | Lituania                                                             | EuroBasket 2009 - Seconda fase                                       | 12                                                                   | [ 46 ]                                                               |
| 17/06/2009                                                           | Riga                                                                 | Spagna                                                               | 61 - 42                                                              | Italia                                                               | EuroBasket 2009 - Quarti di finale                                   | 6                                                                    | [ 47 ]                                                               |
| 19/06/2009                                                           | Riga                                                                 | Italia                                                               | 68 - 66 dts                                                          | Lettonia                                                             | EuroBasket 2009 - Semifinale 5º posto                                | 18                                                                   | [ 48 ]                                                               |
| 20/06/2009                                                           | Riga                                                                 | Grecia                                                               | 60 - 56                                                              | Italia                                                               | EuroBasket 2009 - Finale 5º posto                                    | 9                                                                    | [ 49 ]                                                               |
| 28/06/2009                                                           | Ortona                                                               | Italia                                                               | 118 - 35                                                             | Albania                                                              | G. Mediterraneo 2009 - Fase a gironi                                 | 17                                                                   | [ 50 ]                                                               |
| 29/06/2009                                                           | Ortona                                                               | Italia                                                               | 71 - 89                                                              | Croazia                                                              | G. Mediterraneo 2009 - Fase a gironi                                 | 12                                                                   | [ 51 ]                                                               |
| 30/06/2009                                                           | Pescara                                                              | Italia                                                               | 63 - 60                                                              | Grecia                                                               | G. Mediterraneo 2009 - Semifinale                                    | 18                                                                   | [ 52 ]                                                               |
| 02/07/2009                                                           | Pescara                                                              | Italia                                                               | 70 - 54                                                              | Serbia                                                               | G. Mediterraneo 2009 - Finale                                        | 21                                                                   | [ 53 ]                                                               |
| 14/07/2010                                                           | Cavalese                                                             | Italia                                                               | 61 - 45                                                              | Turchia                                                              | Amichevole                                                           | 4                                                                    | [ 54 ]                                                               |
| 15/07/2010                                                           | Cavalese                                                             | Italia                                                               | 56 - 61                                                              | Lettonia                                                             | Torneo amichevole                                                    | 16                                                                   | [ 55 ]                                                               |
| 17/07/2010                                                           | Cavalese                                                             | Italia                                                               | 62 - 69                                                              | Turchia                                                              | Torneo amichevole                                                    | 11                                                                   | [ 56 ]                                                               |
| 23/07/2010                                                           | Konya                                                                | Turchia                                                              | 51 - 67                                                              | Italia                                                               | Torneo amichevole                                                    | 11                                                                   | [ 57 ]                                                               |
| 24/07/2010                                                           | Konya                                                                | Lettonia                                                             | 66 - 68                                                              | Italia                                                               | Torneo amichevole                                                    | 15                                                                   | [ 58 ]                                                               |
| 25/07/2010                                                           | Konya                                                                | Slovacchia                                                           | 54 - 71                                                              | Italia                                                               | Torneo amichevole                                                    | 16                                                                   | [ 59 ]                                                               |
| 02/08/2010                                                           | Cagliari                                                             | Italia                                                               | 69 - 76                                                              | Croazia                                                              | Qual. Euro 2011 - Girone A                                           | 14                                                                   | [ 60 ]                                                               |
| 05/08/2010                                                           | Courtrai                                                             | Belgio                                                               | 78 - 73                                                              | Italia                                                               | Qual. Euro 2011 - Girone A                                           | 10                                                                   | [ 61 ]                                                               |
| 11/08/2010                                                           | Cagliari                                                             | Italia                                                               | 87 - 72                                                              | Lituania                                                             | Qual. Euro 2011 - Girone A                                           | 19                                                                   | [ 62 ]                                                               |
| 14/08/2010                                                           | Almere                                                               | Paesi Bassi                                                          | 60 - 70                                                              | Italia                                                               | Qual. Euro 2011 - Girone A                                           | 3                                                                    | [ 63 ]                                                               |
| 17/08/2010                                                           | Gospić                                                               | Croazia                                                              | 74 - 63                                                              | Italia                                                               | Qual. Euro 2011 - Girone A                                           | 7                                                                    | [ 64 ]                                                               |
| 20/08/2010                                                           | Cagliari                                                             | Italia                                                               | 67 - 57                                                              | Belgio                                                               | Qual. Euro 2011 - Girone A                                           | 11                                                                   | [ 65 ]                                                               |
| 26/08/2010                                                           | Kaunas                                                               | Lituania                                                             | 81 - 83                                                              | Italia                                                               | Qual. Euro 2011 - Girone A                                           | 12                                                                   | [ 66 ]                                                               |
| 29/08/2010                                                           | Cagliari                                                             | Italia                                                               | 68 - 59                                                              | Paesi Bassi                                                          | Qual. Euro 2011 - Girone A                                           | 16                                                                   | [ 67 ]                                                               |
| 30/05/2011                                                           | Taranto                                                              | Italia                                                               | 78 - 59                                                              | Svezia                                                               | Amichevole                                                           | 14                                                                   | [ 68 ]                                                               |
| 04/06/2011                                                           | Taranto                                                              | Italia                                                               | 76 - 55                                                              | Serbia                                                               | Qual. Euro 2011 - Additional T.                                      | 9                                                                    | [ 69 ]                                                               |
| 05/06/2011                                                           | Taranto                                                              | Italia                                                               | 57 - 78                                                              | Germania                                                             | Qual. Euro 2011 - Additional T.                                      | 12                                                                   | [ 70 ]                                                               |
| 07/06/2011                                                           | Taranto                                                              | Italia                                                               | 68 - 46                                                              | Belgio                                                               | Qual. Euro 2011 - Additional T.                                      | 19                                                                   | [ 71 ]                                                               |
| 08/06/2011                                                           | Taranto                                                              | Italia                                                               | 76 - 60                                                              | Romania                                                              | Qual. Euro 2011 - Additional T.                                      | 12                                                                   | [ 72 ]                                                               |
| 14/02/2012                                                           | Parma                                                                | Italia                                                               | 54 - 68                                                              | World Stars                                                          | Amichevole                                                           | 20                                                                   | [ 73 ]                                                               |
| 03/06/2012                                                           | Belgrado                                                             | Italia                                                               | 70 - 65                                                              | Israele                                                              | Torneo amichevole                                                    | 12                                                                   | [ 74 ]                                                               |
| 04/06/2012                                                           | Belgrado                                                             | Italia                                                               | 64 - 59                                                              | Romania                                                              | Torneo amichevole                                                    | 18                                                                   | [ 75 ]                                                               |
| 05/06/2012                                                           | Belgrado                                                             | Serbia                                                               | 88 - 61                                                              | Italia                                                               | Torneo amichevole                                                    | 4                                                                    | [ 76 ]                                                               |
| 12/06/2012                                                           | Riga                                                                 | Lettonia                                                             | 71 - 52                                                              | Italia                                                               | Qual. Euro 2013 - Gruppo E                                           | 7                                                                    | [ 77 ]                                                               |
| 20/06/2012                                                           | Frosinone                                                            | Italia                                                               | 86 - 37                                                              | Lussemburgo                                                          | Qual. Euro 2013 - Gruppo E                                           | 14                                                                   | [ 78 ]                                                               |
| 23/06/2012                                                           | Atene                                                                | Grecia                                                               | 53 - 64                                                              | Italia                                                               | Qual. Euro 2013 - Gruppo E                                           | 14                                                                   | [ 79 ]                                                               |
| 27/06/2012                                                           | Latina                                                               | Italia                                                               | 76 - 58                                                              | Finlandia                                                            | Qual. Euro 2013 - Gruppo E                                           | 12                                                                   | [ 80 ]                                                               |
| 30/06/2012                                                           | Latina                                                               | Italia                                                               | 60 - 57                                                              | Lettonia                                                             | Qual. Euro 2013 - Gruppo E                                           | 10                                                                   | [ 81 ]                                                               |
| 07/07/2012                                                           | Contern                                                              | Lussemburgo                                                          | 66 - 88                                                              | Italia                                                               | Qual. Euro 2013 - Gruppo E                                           | 13                                                                   | [ 82 ]                                                               |
| 11/07/2012                                                           | Latina                                                               | Italia                                                               | 68 - 61                                                              | Grecia                                                               | Qual. Euro 2013 - Gruppo E                                           | 14                                                                   | [ 83 ]                                                               |
| 14/07/2012                                                           | Vantaa                                                               | Finlandia                                                            | 62 - 82                                                              | Italia                                                               | Qual. Euro 2013 - Gruppo E                                           | 10                                                                   | [ 84 ]                                                               |
| 31-5-2013                                                            | Belgrado                                                             | Montenegro                                                           | 48 - 63                                                              | Italia                                                               | Torneo amichevole                                                    | 5                                                                    | [ 85 ]                                                               |
| 1-6-2013                                                             | Belgrado                                                             | Serbia                                                               | 53 - 73                                                              | Italia                                                               | Torneo amichevole                                                    | 12                                                                   | [ 86 ]                                                               |
| 2-6-2013                                                             | Belgrado                                                             | Canada                                                               | 50 - 52                                                              | Italia                                                               | Torneo amichevole                                                    | 2                                                                    | [ 87 ]                                                               |
| 5-6-2013                                                             | Mogilev                                                              | Ucraina                                                              | 69 - 60                                                              | Italia                                                               | Torneo amichevole                                                    | 4                                                                    | [ 88 ]                                                               |
| 6-6-2013                                                             | Mogilev                                                              | Bielorussia                                                          | 75 - 67                                                              | Italia                                                               | Torneo amichevole                                                    | 5                                                                    | [ 89 ]                                                               |
| 7-6-2013                                                             | Mogilev                                                              | Serbia                                                               | 73 - 62                                                              | Italia                                                               | Torneo amichevole                                                    | 3                                                                    | [ 90 ]                                                               |
| 15-6-2013                                                            | Vannes                                                               | Italia                                                               | 64 - 63                                                              | Svezia                                                               | EuroBasket 2013 - Prima fase Gruppo B                                | 9                                                                    | [ 91 ]                                                               |
| 16-6-2013                                                            | Vannes                                                               | Spagna                                                               | 71 - 59                                                              | Italia                                                               | EuroBasket 2013 - Prima fase Gruppo B                                | 9                                                                    | [ 92 ]                                                               |
| 17-6-2013                                                            | Vannes                                                               | Russia                                                               | 72 - 66                                                              | Italia                                                               | EuroBasket 2013 - Prima fase Gruppo B                                | 6                                                                    | [ 93 ]                                                               |
| 20-6-2013                                                            | Lilla                                                                | Turchia                                                              | 66 - 46                                                              | Italia                                                               | EuroBasket 2013 - Seconda fase Gruppo E                              | 2                                                                    | [ 94 ]                                                               |
| 22-6-2013                                                            | Lilla                                                                | Italia                                                               | 58 - 47                                                              | Slovacchia                                                           | EuroBasket 2013 - Seconda fase Gruppo E                              | 0                                                                    | [ 95 ]                                                               |
| 24-6-2013                                                            | Lilla                                                                | Italia                                                               | 66 - 60                                                              | Montenegro                                                           | EuroBasket 2013 - Seconda fase Gruppo E                              | 15                                                                   | [ 96 ]                                                               |
| 26-6-2013                                                            | Orchies                                                              | Serbia                                                               | 85 - 79                                                              | Italia                                                               | EuroBasket 2013 - Quarti di finale                                   | 11                                                                   | [ 97 ]                                                               |
| 27-6-2013                                                            | Orchies                                                              | Rep. Ceca                                                            | 72 - 68                                                              | Italia                                                               | EuroBasket 2013 - Semifinali finale 5º-8º                            | 15                                                                   | [ 98 ]                                                               |
| 29-6-2013                                                            | Orchies                                                              | Svezia                                                               | 77 - 60                                                              | Italia                                                               | EuroBasket 2013 - Finale 7º-8º                                       | 7                                                                    | [ 99 ]                                                               |
| 18-5-2014                                                            | Pomezia                                                              | Italia                                                               | 48 - 60                                                              | Gran Bretagna                                                        | Amichevole                                                           | 9                                                                    | [ 100 ]                                                              |
| 23-5-2014                                                            | Castel San Pietro Terme                                              | Italia                                                               | 66 - 74                                                              | Bulgaria                                                             | Amichevole                                                           | 10                                                                   | [ 101 ]                                                              |
| 24-5-2014                                                            | Castel San Pietro Terme                                              | Italia                                                               | 77 - 79                                                              | Israele                                                              | Amichevole                                                           | 15                                                                   | [ 102 ]                                                              |
| 25-5-2014                                                            | Castel San Pietro Terme                                              | Italia                                                               | 82 - 72                                                              | Cina                                                                 | Amichevole                                                           | 15                                                                   | [ 103 ]                                                              |
| 26-5-2014                                                            | Castel San Pietro Terme                                              | Italia                                                               | 58 - 50                                                              | Paesi Bassi                                                          | Amichevole                                                           | 4                                                                    | [ 104 ]                                                              |
| 30-5-2014                                                            | Louvain-la-Neuve                                                     | Ucraina                                                              | 85 - 56                                                              | Italia                                                               | Torneo amichevole                                                    | 10                                                                   | [ 105 ]                                                              |
| 8-6-2014                                                             | Lucca                                                                | Italia                                                               | 66 - 58                                                              | Estonia                                                              | Qual. Euro 2015 - Girone C                                           | 10                                                                   | [ 106 ]                                                              |
| 12-6-2014                                                            | Coimbra                                                              | Portogallo                                                           | 54 - 52                                                              | Italia                                                               | Qual. Euro 2015 - Girone C                                           | 8                                                                    | [ 107 ]                                                              |
| 15-6-2014                                                            | Riga                                                                 | Lettonia                                                             | 70 - 59                                                              | Italia                                                               | Qual. Euro 2015 - Girone C                                           | 11                                                                   | [ 108 ]                                                              |
| 18-6-2014                                                            | Riga                                                                 | Estonia                                                              | 45 - 52                                                              | Italia                                                               | Qual. Euro 2015 - Girone C                                           | 8                                                                    | [ 109 ]                                                              |
| 22-6-2014                                                            | Ragusa                                                               | Italia                                                               | 65 - 52                                                              | Portogallo                                                           | Qual. Euro 2015 - Girone C                                           | 3                                                                    | [ 110 ]                                                              |
| 25-6-2014                                                            | Ragusa                                                               | Italia                                                               | 83 - 68                                                              | Lettonia                                                             | Qual. Euro 2015 - Girone C                                           | 17                                                                   | [ 111 ]                                                              |
| 28-12-2014                                                           | Schio                                                                | Italia                                                               | 61 - 59                                                              | Russia                                                               | Torneo amichevole                                                    | 16                                                                   | [ 112 ]                                                              |
| 29-12-2014                                                           | Schio                                                                | Italia                                                               | 66 - 63                                                              | Romania                                                              | Torneo amichevole                                                    | 2                                                                    | [ 113 ]                                                              |
| Totale                                                               |                                                                      | Presenze                                                             | 101                                                                  |                                                                      | Punti                                                                | 1.056                                                                |                                                                      |

## Palmarès

### Competizioni nazionali
- Campionato italiano: 15

Ginnastica Comense 1872: 1996-97, 1997-98, 1998-99, 2001-02, 2003-04
Pall. Femm. Schio: 2004-05, 2005-06, 2007-08, 2010-11, 2012-13; 2013-14; 2014-15, 2015-16, 2017-18, 2018-19
- Coppa Italia: 10

Ginnastica Comense 1872: 1997
Pall. Femm. Schio: 2005, 2010, 2011, 2013, 2014, 2015, 2017, 2018, 2019
- Supercoppa italiana: 17

Ginnastica Comense 1872: 1996, 1998, 1999, 2000, 2001, 2004
Pall. Femm. Schio: 2005, 2006, 2011, 2012, 2013, 2014, 2015, 2016, 2017, 2018, 2019

### Competizioni internazionali
- EuroCup Women: 1
Schio: 2007-08

### Nazionale
- Giochi del Mediterraneo: 1
Nazionale italiana: Italia 2009

### Individuale
- MVP
Finale Supercoppa italiana 2000, Finale Supercoppa italiana 2005